# Fußball-Verbandsliga Niederrhein 1975/76
Die Verbandsliga Niederrhein 1975/76 war die 20. Spielzeit der Verbandsliga Niederrhein, die von 1957 bis 1978 die höchste Spielklasse im niederrheinischen Amateur-Fußball der Männer war. Bis 1978 stellte diese Liga zusammen mit den Verbandsligen Mittelrhein und Westfalen den nordrhein-westfälischen Unterbau zur 2. Bundesliga Nord dar und war im damaligen deutschen Fußball-Ligasystem drittklassig.

## Saisonabschluss
Der 1. FC Bocholt gewann die niederrheinische Fußballmeisterschaft mit vier Punkten Vorsprung vor den Amateuren von Schwarz-Weiß Essen und qualifizierte sich damit für die Aufstiegsrunde zur 2. Fußball-Bundesliga, in der man jedoch scheiterte. Die Amateure von Schwarz-Weiß Essen nahmen als niederrheinischer Vertreter an der deutschen Amateurmeisterschaft 1976 teil und schieden bereits in der Vorrunde aus. 
Der BV Altenessen 06, der Düsseldorfer SC 99 und Eintracht Duisburg stiegen in die Landesliga Niederrhein ab. Aus den Landesligen stiegen zur neuen Saison 1975/76  die Sportfreunde Katernberg, der TuS Grevenbroich und der TuS Xanten auf. Aus der 2. Bundesliga kam der 1. FC Mülheim als Absteiger zur kommenden Saison in die Verbandsliga Niederrhein.

## Abschlusstabelle
| Rang | Verein                  | Spiele | Tore  | Punkte |
| ---- | ----------------------- | ------ | ----- | ------ |
| 01.  | 1. FC Bocholt           | 30     | 58:27 | 44:16  |
| 02.  | Schwarz-Weiß Essen Am.  | 30     | 48:26 | 40:20  |
| 03.  | Olympia Bocholt         | 30     | 58:31 | 39:21  |
| 04.  | 1. FC Viersen (N)       | 30     | 63:44 | 37:23  |
| 05.  | Rot-Weiß Oberhausen (A) | 30     | 41:29 | 36:24  |
| 06.  | Fortuna Düsseldorf Am.  | 30     | 49:33 | 33:27  |
| 07.  | VfR Neuss               | 30     | 62:51 | 33:27  |
| 08.  | RSV Meerbeck (N)        | 30     | 39:33 | 32:28  |
| 09.  | VfB 06/08 Remscheid     | 30     | 39:46 | 31:29  |
| 10.  | Langenberger SV         | 30     | 36:42 | 29:31  |
| 11.  | VfB Bottrop             | 30     | 41:47 | 28:32  |
| 12.  | Sterkrade 06/07         | 30     | 35:48 | 27:33  |
| 13.  | SSVg Velbert            | 30     | 34:50 | 23:37  |
| 14.  | BV Altenessen 06 (N)    | 30     | 35:48 | 23:37  |
| 15.  | Düsseldorfer SC 99      | 30     | 21:53 | 14:46  |
| 16.  | Eintracht Duisburg      | 30     | 16:67 | 11:49  |

| (A) | Absteiger aus der 2. Bundesliga 1974/75 |
| (N) | Aufsteiger aus den Landesligen 1974/75  |

## Entscheidungsspiel gegen den Abstieg
Das Spiel fand am 16. Mai 1976 vor 5.000 Zuschauern im Essener Uhlenkrugstadion statt.
|               | Ergebnis |              |
| ------------- | -------- | ------------ |
| BV Altenessen | 0:1      | SSVg Velbert |